# Снелл, Питер
Сэр Пи́тер Джордж Снелл KNZM OBE (англ. Peter George Snell; 17 декабря 1938, Опунейк, Таранаки — 12 декабря 2019[…], Даллас) — новозеландский бегун на средние дистанции, трёхкратный олимпийский чемпион. Тренировался у Артура Лидьярда.
Олимпийский чемпион 1960, 1964 (дважды). Чемпион Игр Содружества 1962: 880 ярдов (с рекордом Игр), 1 миля. Установил 6 мировых рекордов.
Мировым рекордом на дистанции 800 метров владел в 1962—1973 годах, а на дистанции 1 миля — в 1962—1965 годах. С 1962 года является действующим рекордсменом Новой Зеландии на дистанции 800 метров.
В 1962 и 1964 годах признавался лучшим легкоатлетом мира по версии американского журнала Track & Field News.
С 1971 года жил в США. Получил степень PhD в Университете штата Вашингтон (1982). C 1990 года возглавлял лабораторию Human Performance в The University of Texas Southwestern Medical Center (входит в University of Texas System). Область научных интересов — метаболическая адаптация к физической активности.

## Мировые рекорды
| Дистанция | Время   | Город      | Дата       |
| --------- | ------- | ---------- | ---------- |
| 800 м     | 1.44,3  | Крайстчерч | 3.2.1962   |
| 880 ярдов | 1.45,1  | Крайстчерч | 3.2.1962   |
| 1000 м    | 2.16,6  | Окленд     | 12.11.1964 |
| 1 миля    | 3.54,4  | Окленд     | 27.1.1962  |
| 1 миля    | 3.54,1  | Окленд     | 17.11.1964 |
| 4x1 миля  | 16.23,8 | Дублин     | 20.7.1961  |

1. ↑  Состав команды: Гарри Филпот (4.12,9); Мюррей Халберг (4.02,5); Барри Мэги (4.07,2); Питер Снелл (4.01,2)

## «Без труб, без барабанов»
- Гилмор Г., Снелл П. Без труб, без барабанов. — М.: Физкультура и спорт, 1972. — С. 264. — 75 000 экз.

В 1972 году в СССР вышла книга журналиста Гарта Гилмора, в которой он описал биографию Питера Снелла с его слов; предисловие к русскому изданию написал Владимир Куц.
В книге с чисто английским юмором Гилмор и Снелл рассказывают о беге и любви к бегу, о спорте высших достижений, о беговом братстве, о том, какую грандиозную работу нужно проделать, чтобы стать чемпионом, до какой степени нужно подчинить свою жизнь спорту, чтобы добиться успеха. По мнению спортивного комментатора Василия Парнякова, это «лучшая книга о беге всех времен и народов», которая рекомендуется к прочтению всем любителям спорта, от начинающих до профессиональных атлетов.